# Liudmila Georgievna Karachkina
Liudmila Georgievna Karachkina (em russo: Людмила Георгиевна Карачкина; em ucraniano: Людмила Георгіївна Карачкіна; Rostov do Don, 3 de setembro de 1948) é uma astrônoma russo-ucraniana.
Trabalhando no Observatório Astrofísico da Crimeia, ela descobriu diversos asteroides, incluindo o asteroide Amor 5324 Lyapunov e o asteroide troiano 3063 Makhaon.
Ela têm duas filhas, Masha e Renata.
O asteroide 8019 Karachkina foi assim nomeado em sua homenagem.